# Antalis dentalis
Antalis dentalis is een Scaphopoda-soort uit de familie Dentaliidae. De wetenschappelijke naam van de soort werd in 1758 gepubliceerd door Carl Linnaeus als Dentalium dentalis in de tiende editie van Systema naturae.